# Xarxa Pública de Centres i Espais d'Arts Visuals de Catalunya
La Xarxa Pública de Centres i Espais d'Arts Visuals de Catalunya (XAV), (a vegades coneguda simplement com a Xarxa de Centres d'Arts Visuals de Catalunya), és una xarxa integrada actualment per 8 centres d'art contemporani de Catalunya. A més, manté una relació de col·laboració estreta amb el Museu d'Art Contemporani de Barcelona (MACBA), com a centre de referència de la contemporaneïtat, i amb l'Arts Santa Mònica. La seva coordinadora actual és Conxita Oliver.
Els objectius de la xarxa són "impulsar la coordinació entre els centres que en formen part, fomentar que l'art contemporani s'obri més a la societat i prioritzar inversió en activitat per sobre de la destinada a estructura dels centres." "Amb la Xarxa, el Govern de la Generalitat vol garantir una presència bàsica de les arts visuals contemporànies al país per ajudar a equilibrar el teixit artístic en el conjunt de Catalunya. Aquesta presència vol fer-se de manera coordinada amb l'Administració local i els agents artístics del territori."
La xarxa va ser presentada formalment el març de 2012 per Ferran Mascarell en un acte on també van intervenir Jordi Cabré, Conxita Oliver, Jaume Ciurana, Marta Madrenas, Carmen Crespo, Montserrat Parra, Jaume Graells, Joaquim Fernàndez, Joan López i Maria del Mar Panisello, així com els directors dels centres que integren la Xarxa. La directora, Conxita Oliver, va afirmar que:
| «                | La meva missió és impulsar, coordinar i promoure la xarxa, que integren els vuit centres territorials i també els espais locals. Tots són i fan xarxa, no se'n deixa de banda cap. El mapa d'arts visuals és ric i cal cuidar-lo en conjunt. | » |
| — Conxita Oliver | |   |

## Integrants
Els centres integrants són:
- Lo Pati | Centre d'Art de les Terres de l'Ebre, Amposta.
- Tinglado 2. Centre d'Art de Tarragona.
- Centre d'Art la Panera, Lleida.
- Bòlit, Centre d'Art Contemporani, Girona.
- ACVic Centre d'Arts Contemporànies, Vic.
- M|A|C, Mataró Art Contemporani (sembla que Can Xalant només fou actiu fins al 2012...), Mataró.
- Centre d'Art Tecla Sala, L'Hospitalet de Llobregat.
- Fabra i Coats - Centre d'Art Contemporani de Barcelona.

Aquests espais son principalment expositius, però alguns també formen part de les "fàbriques de creació", com ara el Fabra i Coats.